# Голливудский финал
«Голливудский финал» (англ. Hollywood Ending) — кинофильм режиссёра и автора сценария Вуди Аллена, вышедший на экраны в 2002 году.

## Сюжет
Некогда знаменитый режиссёр Вэл (Вуди Аллен) давно находится в творческом кризисе. Лет десять назад от него ушла жена Элли (Теа Леони) и с тех пор он не может справиться со своей ипохондрией, обуздать свои неврозы. И вот у него появляется шанс вернуться в дело: ему предлагают взяться за съемки довольно дорогого фильма. Впрочем, не все так просто. Инициатором его приглашения выступила именно Элли, уговорив своего нынешнего жениха и крупного продюсера Хэла (Трит Уильямс) дать её бывшему мужу эту работу. Вэл, поворчав и повозмущавшись, принимает предложение, ведь такой шанс упускать нельзя. Однако незадолго до начала съемок после очередной серии глубоких переживаний Вэл испытывает психосоматическое расстройство и разом теряет зрение. Теперь ему придется снимать фильм вслепую.

## В ролях
| Актёр           | Роль        |
| --------------- | ----------- |
| Вуди Аллен      | Вэл         |
| Теа Леони       | Элли        |
| Трит Уильямс    | Хэл         |
| Дебра Мессинг   | Лори        |
| Марк Райделл    | Эл          |
| Джордж Хэмилтон | Эд          |
| Барни Ченг      | переводчик  |
| Ю Лю            | оператор    |
| Джоди Маркелл   | Андреа Форд |
| Мэриэн Селдес   | Александра  |
| Тиффани Тиссен  | Шэрон Бейтс |